# Nzuzi Toko
Nzuzi Bundebele Toko, född 20 december 1990 i Kinshasa, Zaire, är en schweizisk-kongolesisk före detta fotbollsspelare.
Han spelar i Demokratiska republiken Kongos landslag, men har även representerat Schweiz på U21-nivå.
Toko representerade IFK Göteborg mellan 2019 och 2020.